# Morgan Plus 8
Morgan Plus 8 — спорткар британской марки Morgan Motor Company, производившийся с 1968 по 2004 год и снова ставший на конвейер в 2012 году.

## Предыстория
Первоначальная версия этого классического суперкара — Morgan 4/4 — появилась в 1936 году как первый полноценный автомобиль компании HFS Morgan: до этого в течение 17 лет завод выпускал трёхколёсные машины. На трубчатом шасси (сохранившемся и поныне) располагался прочный каркас из ясеня, на который навешивали наружные панели из стали или алюминия и укрепляли их клеем или заклёпками. Передняя подвеска — независимая, задняя — ведущая, на полуэллиптических рессорах с рычажными гидравлическими амортизаторами; дисковые тормоза устанавливались на все колёса. Рулевое управление — червячное, которое лишь в 1985 году заменили на прогрессивное реечное.
Поменяв несколько четырёхцилиндровых моторов, конструкторы в 1968 году разместили на шасси 4/4 двигатель V8 с объёмом 3528 см³ от Rover — он развивал 143 л. с. и агрегатировался с коробкой передач того же производителя. Эта восьмицилиндровая модификация и получила обозначение Morgan Plus 8.

## Описание

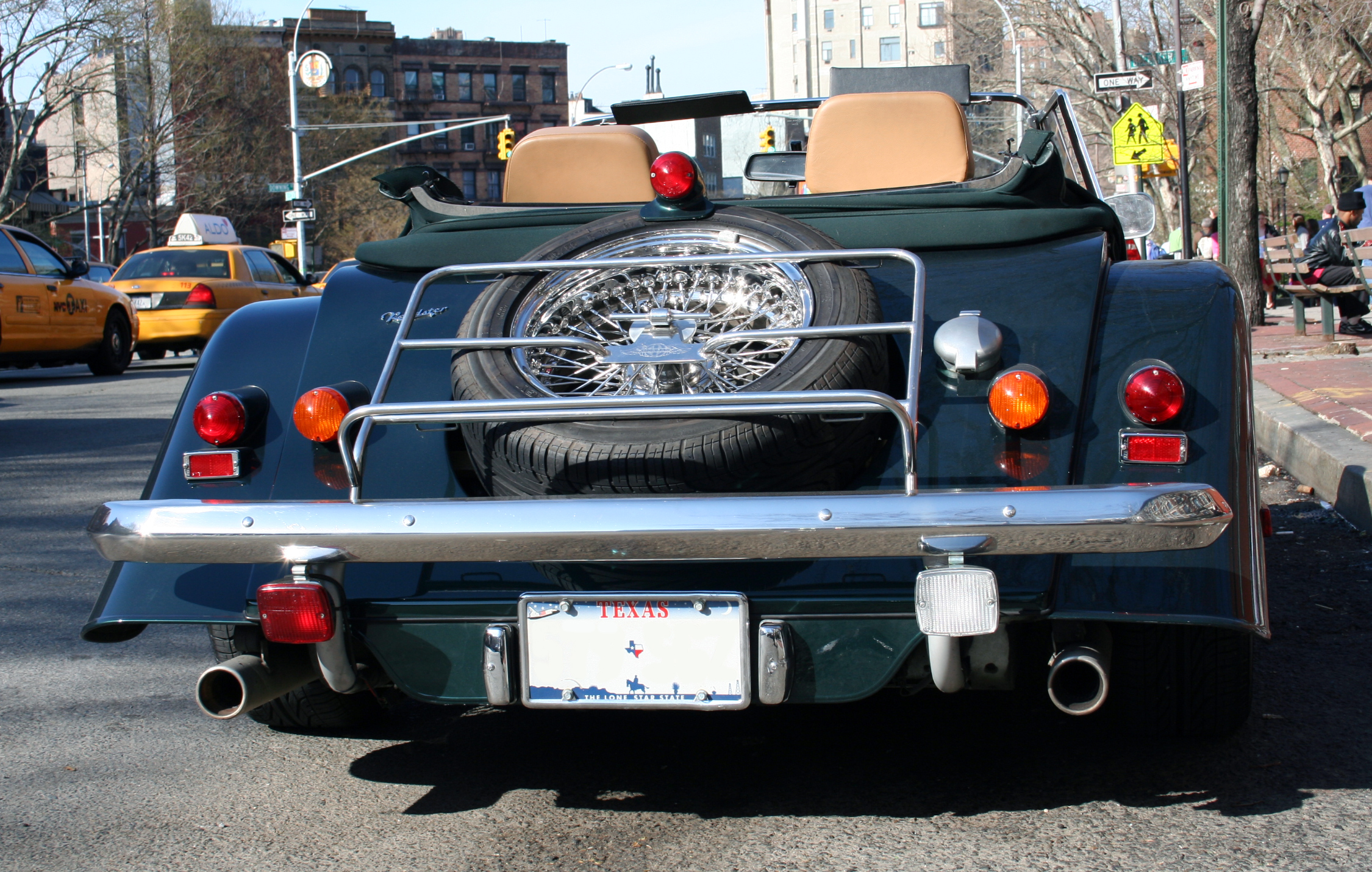
Вид сзади

С 1977 года под капотом устанавливали 155-сильный мотор от другого суперкара того времени — Rover SD1, от него же взяли и КПП — на этот раз она стала пятиступенчатой вместо прежних четырёх передач, однако переключалась при этом не столь легко и чётко.
С 1985 года заказчики получили форсированный до 192 л. с. двигатель с электронной системой управления впрыском (соответственно, повысились требования к октановому числу топлива — теперь оно должно было быть не ниже 95).
С 1974 по 1992 год, чтобы соответствовать американским экологическим стандартам, все импортированные в США автомобили Morgan (из которых 98 % — Plus 8) были переоборудованы независимыми дилерами для работы на пропане.

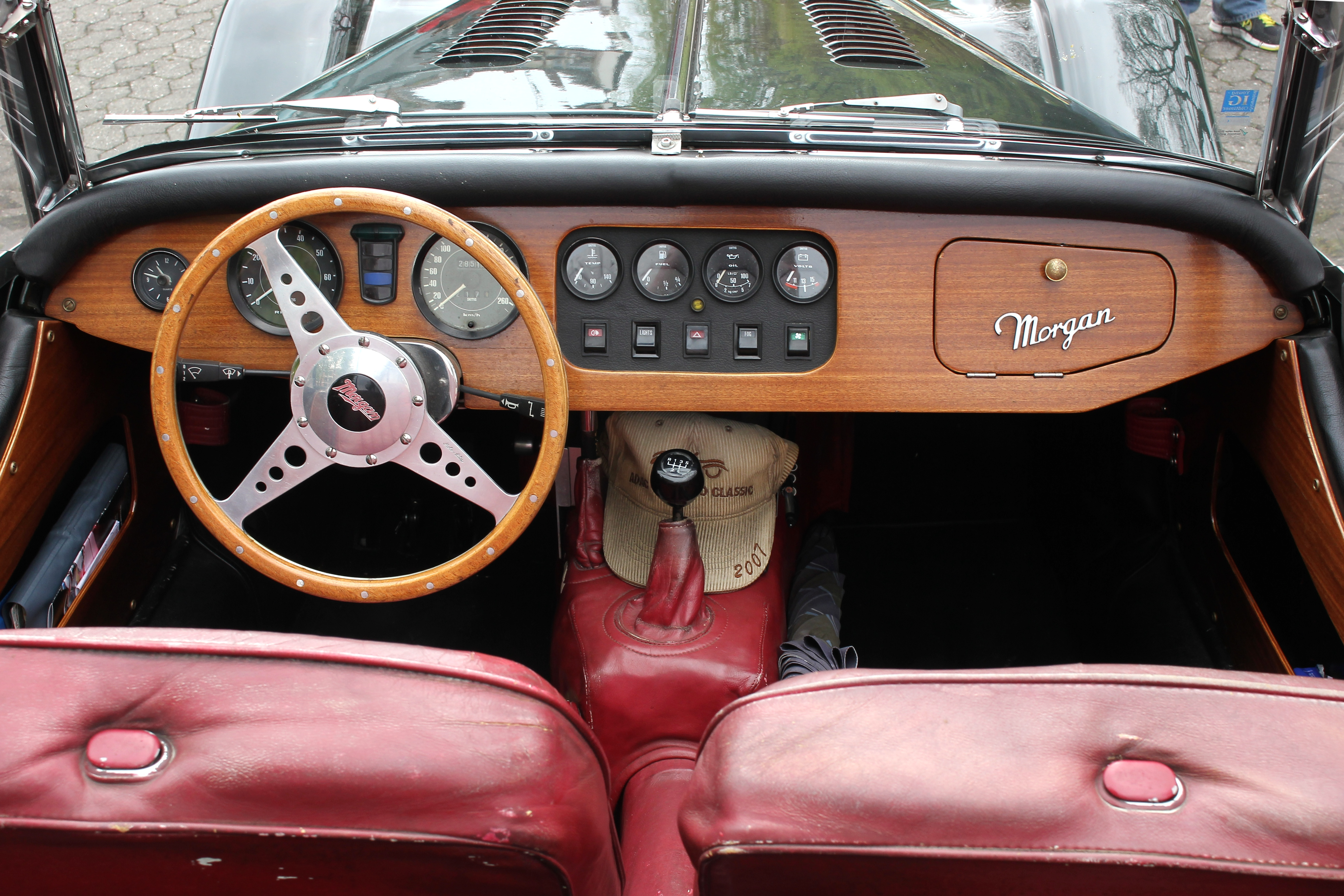
Приборная панель

В самой мощной комплектации автомобиль разгонялся до 210 км/ч, набирая 100 км/ч всего за 5,5 секунд. Несколько лет в 1960-х Morgan Plus 8 был самым быстро разгоняющимся серийным автомобилем в Великобритании. Максимальная скорость авто весом менее тонны могла бы быть и больше, но этому мешал высокий коэффициент лобового сопротивления. Подвеска была настолько жестка (лишь в 1985 году задние рычажные амортизаторы заменили на телескопические), что требовала от водителя больших усилий, чтобы машина была послушной, особенно на влажной дороге. Модели 4/4 и Plus 8 всегда поставлялись с открытым кузовом.
На Женевском автосалоне 2012 года Morgan представил новую версию Plus 8, оснащённую 4,8-литровым двигателем BMW V8. На этом же шоу Morgan также представил электрическую версию Plus 8 — под названием Plus E, которая оснащена электродвигателем мощностью 94 л. с.
В 2014 году Morgan объявил о выпуске 60 моделей Plus 8 Speedster. Для этой лимитированной серии было решено отказаться от традиционной крыши в пользу маленького оконного экрана и скрытых рулонных штанг за передними сиденьями. Первые модели поступили в продажу за 69999 фунтов стерлингов.